# Aage Krarup Nielsen
Niels Aage Severin Krarup Nielsen (30. juli 1891 i Ørby, Gribskov – 29. januar 1972 i København) var en dansk læge og forfatter. Fik eksamen fra Frederiksborg Gymnasium i 1909 og tog lægeeksamen 1920. Som læge rejste han i første omgang til Norge og blev konstitueret distriktslæge i Ibestad i Nordland Fylke i Nordnorge og derefter indtil maj 1921 læge ved en norsk hvalfangerekspedition til Syd-Shetland ved Antarktis. Herfra sendte han rejsebreve til Politiken, der samme år udkom i bogform som En Hvalfangerfærd, hvilket startede hans karriere som rejseskribent. I 1921 fungerede Krarup Nielsen som skibslæge ved DFDS, men besluttede derefter at leve som professionel rejseskribent.

## Rejser og rejsebøger
Krarup Nielsen gennemførte et utal af rejser og skildrede sine oplevelser og indtryk i en række bøger, hvoraf en stor del er oversat til hovedsprogene. I 1922–23 besøgte han Indien, Burma, Indonesien, Kina og Rusland (En Østerlandsfærd, 1923, Fra Mandalay til Moskva, 1924), i 1924 USA og Canada, 1925 Marokko, 1926–27 igen Indonesien, Kina og Rusland (Dragen vaagner, 1927, Mellem Kannibaler og Paradisfugle, 1928 og Perler og Palmer, 1931). I 1932 Persien og Rusland (Fra Moskva til Persepolis. 1932), i 1934–35 var han i USA, Mexico, Central- og Sydamerika (Blandt Hovedjægere i Ecuador, 1934), i 1935–37 Mexico (Sol over Mexico, 1937), 1937–38 Polynesien og Australien (Aloha, 1939). Af senere rejsebøger kan nævnes Paa Krydstogt mod Ny Guinea, 1944, Fra Korea til Bali, 1951 og Sorte sorgløse Haiti, 1956. Sit Norgesophold 1920 har Krarup Nielsen skildret i Doktor-baad og Karriol, 1929. I 1964 udgav han sine erindringer under den karakteristiske titel Mit livs eventyrrejse. 

## Øvrige bøger
Udover rejsebøgerne udgav han historiske skildringer som Mads Lange til Bali, 1925 og Marco Polos Rejser, 1935 og var i 1930–31 medudgiver og -forfatter af Jordens Erobring I-V. Sammen med overlæge Erik W. Johannsen udgav Krarup Nielsen i 1930 Lægebog for Søfarende.